# Bronwyn Bancroft
 (décembre 2016).
Si vous disposez d'ouvrages ou d'articles de référence ou si vous connaissez des sites web de qualité traitant du thème abordé ici, merci de compléter l'article en donnant les références utiles à sa vérifiabilité et en les liant à la section « Notes et références ».
Bronwyn Bancroft (née en 1958) est une artiste aborigène australienne, connue pour être la première créatrice de mode australienne invitée à montrer son travail à Paris. Née à Tenterfield, en Nouvelle-Galles du Sud et formée à Canberra et à Sydney, Bancroft a travaillé comme créatrice de mode, artiste, illustratrice et administrateur de musée.
En 1985, Bancroft a créé un magasin, appelé Designer Aboriginals, de vente de tissus réalisés par des artistes autochtones, y compris elle-même. Elle a été membre fondateur de la Coopérative d'artistes aborigènes Boomalli. Des œuvres de Bancroft sont détenues par la Galerie nationale d'Australie, la Galerie d'art de Nouvelle-Galles du Sud et la Galerie d'art d'Australie-Occidentale. Elle a fourni des illustrations pour plus de 20 livres pour enfants, comme Stradbroke Dreaming par l'écrivain et militant Oodgeroo Noonuccal et les livres de l'artiste et écrivain Sally Morgan. Elle a reçu des commandes de projet, dont une pour l'extérieur d'un centre de sports à Sydney.
Bancroft a une longue histoire d'engagement dans l'activisme communautaire et comme administrateur de musée, et a été membre du conseil de la National Gallery of Australia. Sa peinture sur la prévention du sida (1992) a été utilisée dans une campagne de sensibilisation au sida en Australie. En 2010, Bancroft fait partie des conseils de l'agence de recouvrement des droits d'auteur du collège autochtone Viscopy et Tranby, et du musée d'art Contemporain de Sydney.

## Biographie
D'origine Bundjalung, elle est née à Tenterfield, une petite ville du nord de la Nouvelle-Galles du Sud, en 1958. Elle était la plus jeune des sept enfants de Owen Cecil Bancroft Joseph, connu sous le nom « Bill » – un Aborigène du clan Djanbun clan et de sa femme Dot, qui était d'ascendance écossaise et polonaise. Elle a dit que son arrière-grand-grand-mère, Pemau, était l'une des seules deux ou trois survivants de son clan, les autres ayant été assassinés lorsque leurs terres ont été occupées par un fermier blanc. Son grand-père et son oncle ont travaillé dans les mines d'or locales. Elle a rappelé que l'éducation de son père avait été entravée par la discrimination raciale parce qu'il était autochtone. Son manque de formation fit qu'il eut à travailler loin de chez lui à fabriquer des traverses de chemin de fer, tandis que sa mère travaillait chez elle en tant que couturière. Son père était ingénieur qui, au cours de la Seconde Guerre mondiale, conduisit des barges à Madang et Rabaul.
Suivant les conseils de son père sur l'importance d'obtenir une formation ou un métier, elle termina ses études secondaires à Tenterfield avant de s'installer à Canberra en 1976 avec son futur mari, Ned Manning, qui avait également été son professeur. Elle obtint un diplôme de communication visuelle à la Canberra School of Art, suivie d'une maîtrise de pratique en studio et d'une maîtrise de peinture à l'université de Sydney. Elle ne revint jamais à vivre à Tenterfield, bien que ses trois sœurs y vivaient encore en 2004. Son père est mort vers 1990. Elle a eu trois enfants : Jack né en 1985, Ella en 1988 et Rubyrose en 2000. Jack a été nommé jeune Australien de Nouvelle-Galles du Sud de l'année en 2010 pour son travail de soutien scolaire aux élèves et étudiants aborigènes.